# Liste der Monuments historiques in Urville (Aube)
Die Liste der Monuments historiques in Urville führt die Monuments historiques in der französischen Gemeinde Urville auf.

## Liste der Immobilien
| Bezeichnung             | Beschreibung | Standort                 | Kennzeichnung | Schutzstatus | Datum | Bild |
| ----------------------- | ------------ | ------------------------ | ------------- | ------------ | ----- | ---- |
| Gallo-römische Siedlung |              | östlich des Ortes (Lage) | PA00078285    | Inscrit      | 1988  |      |